# Treize Colonies
1607–1776
Entités précédentes :
- Nord-Amérindiens
- Nouvelle-Néerlande

Entités suivantes :
- États-Unis

Les Treize Colonies (en anglais : Thirteen Colonies) étaient un groupe de colonies frontalières faisant partie de l'Empire britannique en Amérique septentrionale et qui donnèrent naissance aux États-Unis d'Amérique. C'est ainsi que la Grande-Bretagne, notamment, les désigna avant la signature du traité de Paris de 1783, moment à partir duquel elles sortirent de son champ de souveraineté. Elles sont situées sur la côte Est de l'Amérique septentrionale, entre la Nouvelle-Écosse et la Floride et entre l'Atlantique et la chaîne  montagneuse des Appalaches. Contrairement aux Treize Colonies, les autres territoires britanniques d'Amérique septentrionale sont restés loyaux à la Couronne (on parle des colonies loyalistes).
Fondées entre 1607 (Virginie) et 1732 (Georgie), unies en 1775, elles signent la déclaration d'indépendance en 1776 sous le nom d'États-Unis et se séparent de la Grande-Bretagne. Ceci s'inscrit dans un contexte de guerre d'indépendance qui aboutit à l'indépendance des États-Unis.
Les treize bandes du drapeau américain représentent les treize États fondateurs qui se sont unis pour former les États-Unis.

## Dénomination
Les Treize Colonies tirent directement leur nom du nombre de colonies britanniques établies sur la côte est de l'Amérique du Nord. Lorsqu'il est question de parler de leur alliance face aux forces britanniques, on emploie également le terme de Provinces-Unies d'Amérique,,. L'expression États-Unis d'Amérique n’apparaît dans les sources que le 9 septembre 1776 ; en effet, lors de la déclaration d'Indépendance, le 4 juillet, l'appellation est celle de Colonies-Unies d’Amérique.[réf. nécessaire]

## Fondation des colonies anglaises d'Amérique (XVIIesiècle)

Carte du Nord-Est de l'Amérique vers 1775.

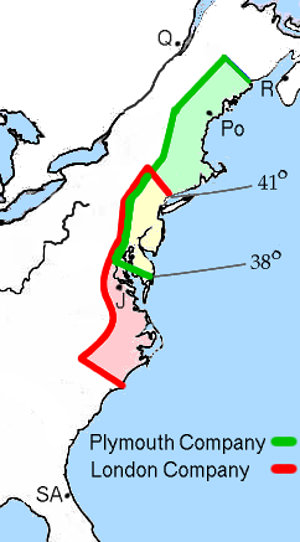
Les territoires octroyés par Jacques Ier aux compagnies.

|                  | Fondation en | Fondateur                                           | Principales villes | Devenue colonie royale en |
| ---------------- | ------------ | --------------------------------------------------- | --- | ------------------------- |
| Virginie         | 1607         | Virginia Company                                    | Richmond, Virginia Beach, Norfolk, Williamsburg, Chesapeake, Newport News, Hampton, Alexandria, Portsmouth, Roanoke, Lynchburg, Jamestown | 1624                      |
| Massachusetts    | 1620         | Dissidents anglais du Mayflower                     | Boston, Worcester, Springfield, Lowell, Cambridge, Brockton, New Bedford, Fall River, Lynn, Quincy, Plymouth, Salem, Lexington, Concord   | 1691                      |
| New Hampshire    | 1623         | John Mason                                          | Concord, Manchester, Nashua, Derry, Rochester, Salem, Dover, Errimack, Londonderry, Hudson                                                | 1679                      |
| Maryland         | 1632         | George Calvert, baron de Baltimore                  | Annapolis, Baltimore, Frederick, Gaithersburg, Bowie, Rockville, Hagerstown                                                               | 1688-1715                 |
| Connecticut      | 1635         | Thomas Hooker                                       | Hartford, New-Haven, Bridgeport, Stamford, Waterbury, Norwalk, Danbury, New Britain, Greenwich                                            | /                         |
| Rhode Island     | 1636         | Roger Williams                                      | Providence, Warwick, Cranston, Pawtucket, Woonsocket, Coventry, Cumberland, Portsmouth, Newport                                           | 1663                      |
| Caroline du Nord | 1663         | Virginiens                                          | Raleigh, Charlotte, Greensboro, Durham, Greensboro, Winston-Salem, Fayetteville, Cary, High Point, Wilmington, Asheville                  | 1729                      |
| Caroline du Sud  | 1663         | 8 nobles                                            | Columbia, Charleston, Greenville, Rock Hill, Mount Pleasant, Sparanburg, Sumter, Hilton Head Island, Florence                             | 1729                      |
| Delaware         | 1664         | Sir Robert Carr                                     | Dover, Wilmington, Newark, Milford, Seaford, Middletown, Elsemere, Smyrna, New Castle, Georgetown                                         | _                         |
| New Jersey       | 1664         | Lord Berkeley, Lord Carteret                        | Trenton, Princeton, Newark, Jersey City, Paterson, Elizabeth, Edison, Woodbridge, Dover, Hamilton, Camden                                 | 1702                      |
| New York         | 1664         | Jacques, duc d'York (futur Jacques II d'Angleterre) | Albany, New York, Buffalo, Rochester, Yonkers, Syracuse, New Rochelle, Mount Vernon, Schenectady, Utica                                   | 1685                      |
| Pennsylvanie     | 1681         | William Penn                                        | Harrisburg, Philadelphie, Pittsburgh, Allentown, Erie, Upper Darby, Reading, Scranton, Bethlehem                                          | _                         |
| Géorgie          | 1732         | James Edward Oglethorpe                             | Atlanta, Augusta, Savannah, Columbus, Athens, Macon, Roswell, Albany                                                                      | 1752                      |

À la fin du XVIe et au début du XVIIe siècle, l'Angleterre se lance dans une politique de conquêtes coloniales. Les rivalités avec la France et l'Espagne, la volonté de devenir une puissance maritime et de découvrir le passage du Nord-Ouest vers l'océan Pacifique encouragent Londres à explorer puis coloniser l'Amérique du Nord.

### Fondation de la colonie de Virginie
En 1584, Sir Walter Raleigh (1554-1618) explore les côtes de la Virginie, qu'il baptise en l'honneur de la reine Élisabeth Ire. En 1585, une colonie est fondée sur une île de la côte Est, mais elle disparaît dans des conditions non élucidées. Le mathématicien Thomas Harriot qui l'accompagne, dresse une première carte de la région et rédige le premier ouvrage d'importance sur l'Amérique du Nord.
Le roi Jacques Ier (1603-1625) hérite du territoire compris entre le 34e et le 45e degré de latitude, qu'il partage entre la Compagnie de Londres et celle de Plymouth (en). Ces dernières espèrent découvrir des mines d'or et d'argent. C'est finalement la pêche à la morue au nord et la culture du tabac au sud qui deviennent les bases de l'économie coloniale. La fertilité du sol attire de nouveaux colons, et l'émigration anglaise est favorisée par les troubles politiques et religieux. La ville de Jamestown est fondée en 1607 par les envoyés de la Virginia Company sur les terres d'un chef potomac, Powhatan : elle compte à cette époque une centaine d’habitants. L’agriculture et les conditions de vie sont mauvaises pour les colons, car les terres sont insalubres.

### Fondation de la province de la baie du Massachusetts
En 1620, une centaine de dissidents anglais débarquent du Mayflower et fondent Plymouth (Massachusetts). Le mode d'organisation de la colonie a été discuté à bord du bateau : c'est le Mayflower Compact. Les Pères pèlerins nouent des relations de voisinage distant avec les indigènes qui leur permettent de survivre, en leur donnant du maïs, des potirons et des dindons. Les querelles religieuses en Angleterre renforcent l’arrivée de puritains dans cette région à partir de 1630. Mais il y a aussi de nombreux protestants allemands qui fuient la misère et les persécutions religieuses ; on compte ainsi 10 000 germanophones avant l’Indépendance. Les puritains de Boston et Providence se lancent dans le commerce triangulaire. Ils achètent des esclaves en Afrique et les revendent en Virginie, au Maryland ou sur les marchés antillais. Au milieu du XVIIe siècle, Boston est devenue, avec ses 3 000 habitants, le centre de la Nouvelle-Angleterre. Des missionnaires tentent d’évangéliser les Indiens. De nouveaux groupes de protestants arrivent en Nouvelle-Angleterre : anabaptistes et quakers qui sont persécutés au Massachusetts et qui s’établissent dans des colonies voisines.

### Fondation de New York et des colonies du centre
D'abord exploré par Giovanni da Verrazano pour le compte de la France en 1524, le site de New York est ensuite reconnu par Henry Hudson en 1609. Le navigateur britannique reconnaît la baie de New York puis le fleuve baptisé en sa mémoire, l'Hudson. Les Hollandais occupent ensuite La Nouvelle-Amsterdam dès 1614 et fondent la Nouvelle-Néerlande. En 1626, le directeur de la colonie Pierre Minuit achète l’île de Manhattan aux Amérindiens. En 1664, les Anglais s'emparent de La Nouvelle-Amsterdam qu’ils rebaptisent New York, le roi Charles II d'Angleterre offrant la ville à son frère, le Duc d'York.

### Fondation du Maryland
Les fondations se multiplient dans les années 1630 : Sir George Calvert (Lord Baltimore) crée la colonie du Maryland en 1632 ; elle accueille les catholiques persécutés en Angleterre. Cette colonie tient son nom de la reine Henriette-Marie, épouse de Charles Ier d'Angleterre. En 1791, cette région deviendra la région de Colombia. Le Rhode Island apparaît en 1638 par l'action d'Anne Hutchinson.
En 1664, les Anglais s’emparent de New York et de sa région, chassant les colons hollandais et suédois qui avaient tenté de s'implanter sur ces côtes.

### Fondation de la province de Pennsylvanie

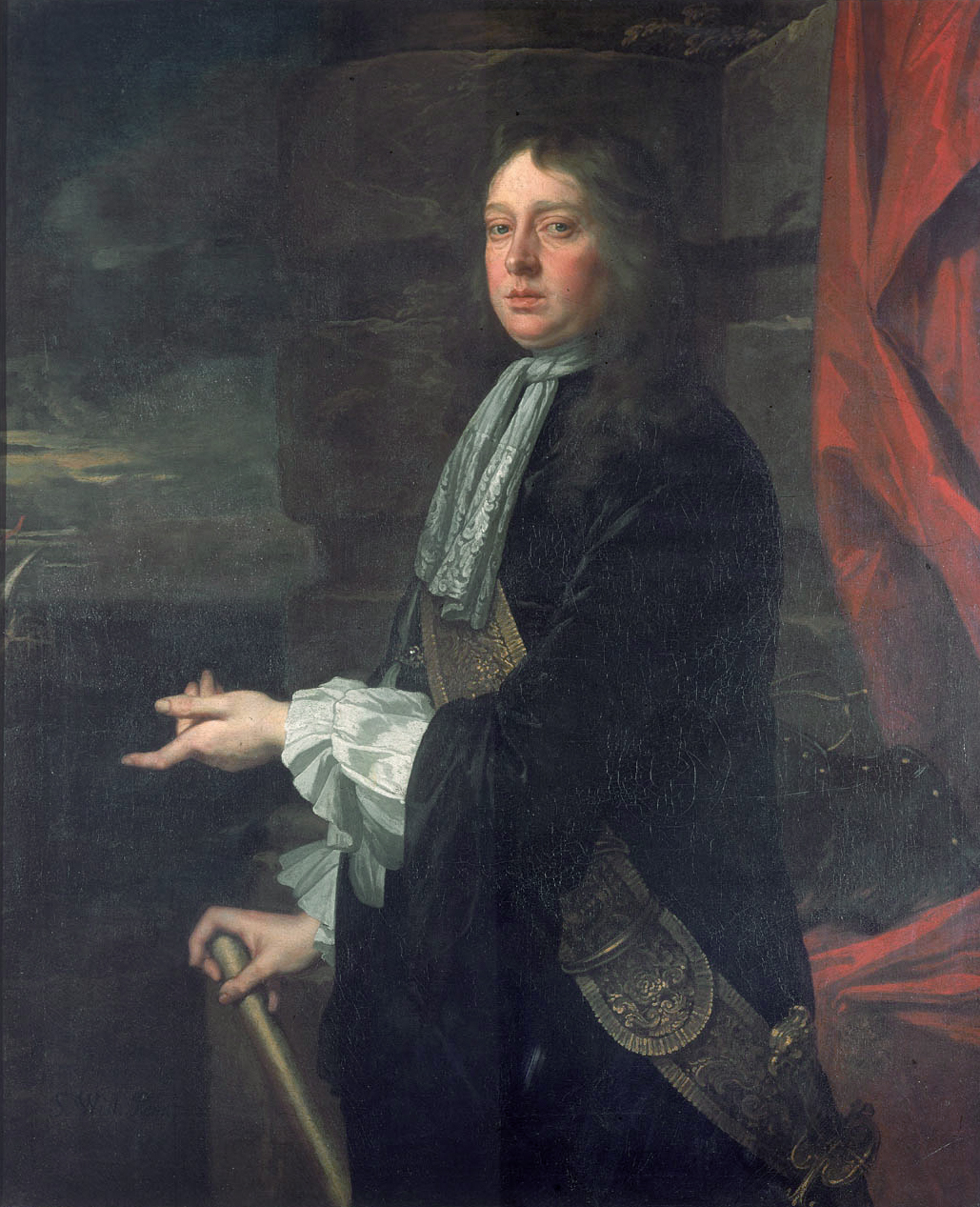
William Penn

Plus au sud, l’exploration de la vallée du Delaware commence au début du XVIIe siècle. Les premiers colons suédois, hollandais et anglais revendiquent tour à tour les rives du fleuve : la Nouvelle-Suède, fondée en 1638, est annexée à la Nouvelle-Néerlande en 1655. Puis la région passe définitivement dans le giron britannique en 1674.
En 1681, le roi d’Angleterre Charles II octroie une charte au quaker William Penn (1644-1718), en échange de l’annulation d’une dette que le gouvernement devait à son père. Par ce document, la colonie de Pennsylvanie est officiellement fondée.

### Suppression des chartes
À partir de 1686, l’Angleterre change de politique coloniale et supprime les chartes octroyées aux colons d’Amérique. La Nouvelle-Angleterre devient dominion de la couronne, administrée par un gouverneur nommé et révocable par le roi. La glorieuse révolution en Angleterre provoque des soulèvements parmi les colons américains qui ne reconnaissent pas la nouvelle dynastie en Angleterre. Le Connecticut garde sa charte royale jusqu'en 1818.
En 1700, douze des treize colonies ont été fondées. La Géorgie rejoint les possessions britanniques en 1733.

## Les colonies auXVIIIesiècle

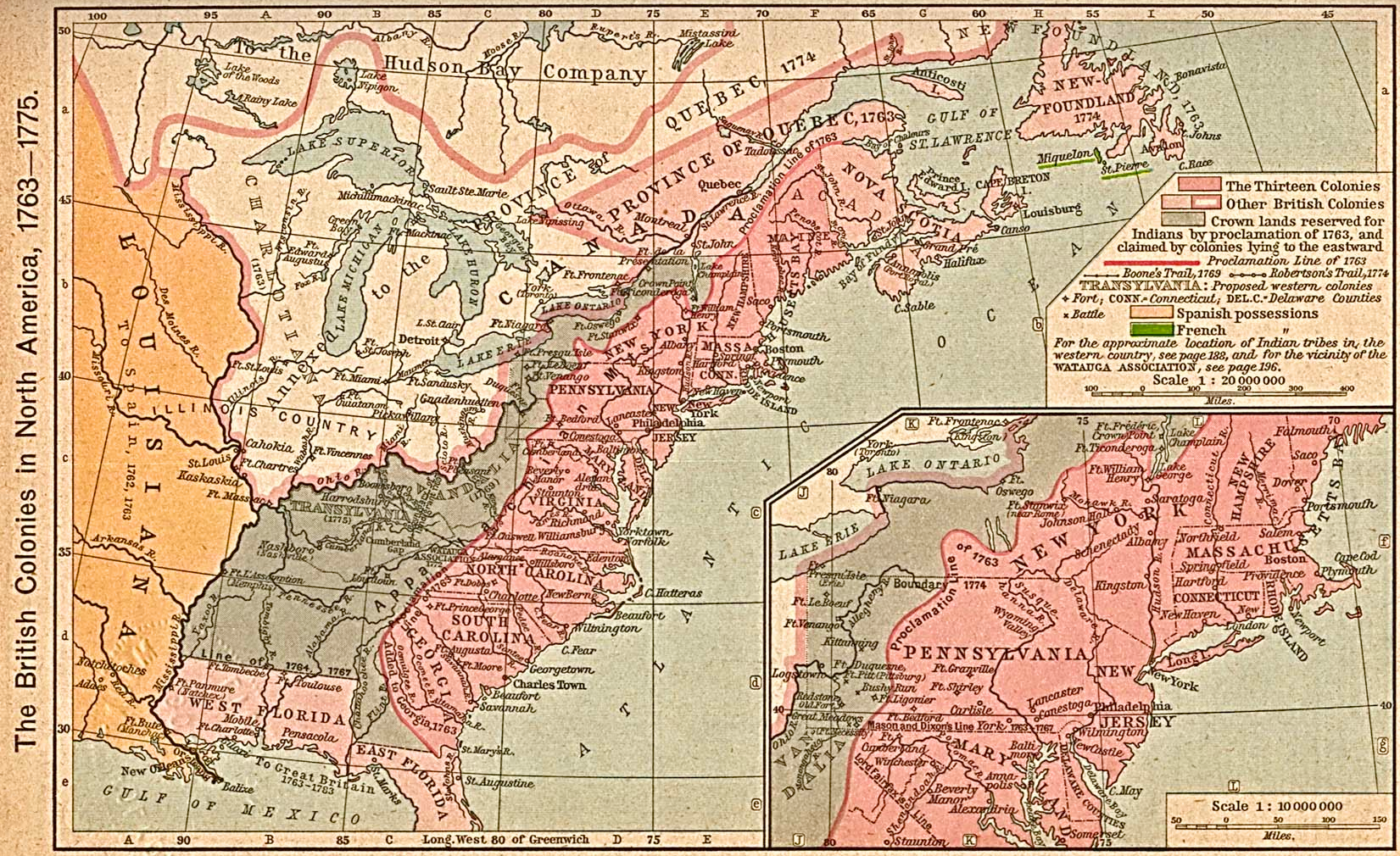
Les treize Colonies de 1763 à 1781.

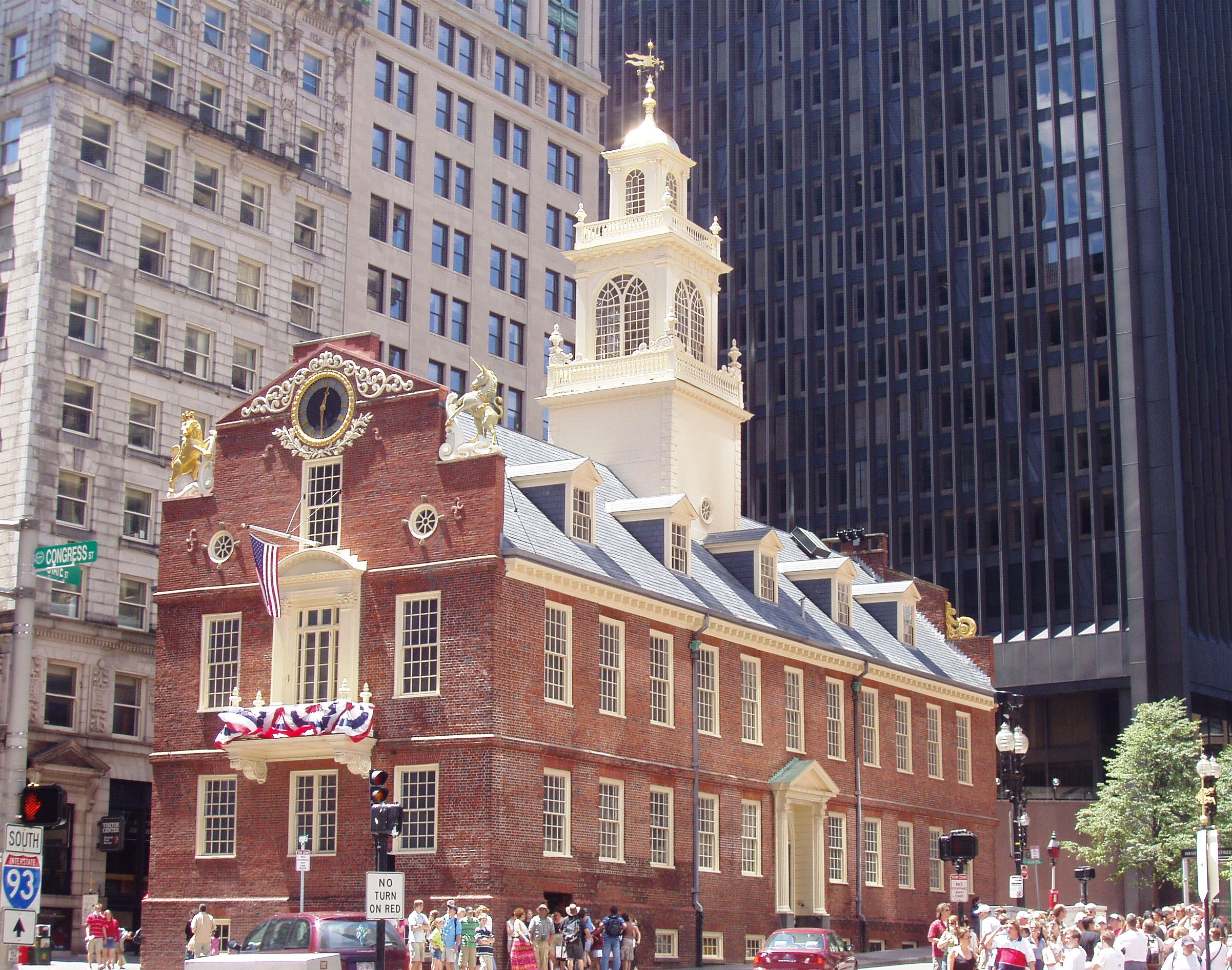
Old State House (1713) à Boston. Ce bâtiment accueillait les assemblées de la colonie du Massachusetts.

Les Treize Colonies s'étendent sur plusieurs centaines de kilomètres le long de la côte atlantique. Il faut plusieurs semaines de navigation pour rejoindre l'Angleterre. Les communications entre les colonies étaient lentes et souvent difficiles : les routes existantes étaient en mauvais état et il existait peu de ponts. Selon l'usage et par commodité, on dénombre du Nord au Sud, trois sous-ensembles parmi ces colonies et provinces et indique en gras, avec les colonies qui les composent, suivies du nom de l'actuel ou des actuels États correspondants (sur les dénominations voir ici) :
La Nouvelle-Angleterre (New-England), sous laquelle on désignait déjà à l'époque moderne :
- la province du New Hampshire (New Hampshire)
- la colonie, puis la province de la baie du Massachusetts (Massachusetts, Maine)
- la colonie de Rhode Island et des plantations de Providence (Rhode Island)
- la colonie du Connecticut (Connecticut)

Les colonies du Nord forment la Nouvelle-Angleterre dont la capitale et la ville la plus peuplée est Boston. Les premiers colons européens de la Nouvelle-Angleterre étaient des puritains anglais en quête de liberté religieuse. Ils ont donné à l'organisation politique régionale son trait distinctif, les « town meetings », réunions des habitants de chaque ville, souvent annuelles, pour y discuter les sujets politiques locaux et voter les décisions. Le peuplement était relativement homogène, pour l'essentiel constitué d'habitants des îles britanniques. En l'absence de terre fertile pour l’agriculture, la région s'est tournée vers l'artisanat et le commerce, notamment maritime avec une importante flotte de commerce, et la pêche (notamment celle à la baleine) qui étaient devenues les industries dominantes.
- Les colonies médianes ou du Centre (Middle Colonies) :
  - la province de New York (New York, Vermont).
  - la province du New Jersey (New Jersey)
  - la province de Pennsylvanie (Pennsylvanie)

Les colonies du Centre ont connu un peuplement d'origines diverses : dès le XVIIe siècle se sont installées des communautés scandinaves, néerlandaises et allemandes. L'agriculture y était diversifiée et l'élevage omniprésent.
- Les colonies du Sud (Southern colonies) :

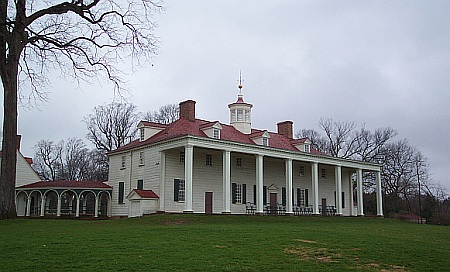
Mount Vernon, propriété et plantation de George Washington en Virginie.

  - la province de Nouvelle-Hollande (sous domination néerlandaise), puis Trois comtés du Delaware, sous la juridiction de la province de Pennsylvanie, et enfin province du Delaware (Delaware)
  - la colonie de Virginie (Virginie, Virginie-Occidentale et Kentucky).
  - la province du Maryland (Maryland)
  - la province de Caroline du Nord (Caroline du Nord et Tennessee).
  - la province de Caroline du Sud (Caroline du Sud)
  - la province de Géorgie (Géorgie)

Marquées par un climat subtropical, les colonies du Sud avaient une économie dynamique tournée vers l'agriculture commerciale, destinée à l’exportation (tabac, indigo, céréales). Elle utilisait une main-d'œuvre servile qui travaillait sur de grandes exploitations aux mains des planteurs. L'aristocratie blanche vivait sur ces grands domaines et se faisait construire de belles demeures. Le Sud était majoritairement rural et les villes y étaient rares et relativement peu peuplées (Charleston, Baltimore et Norfolk). La population d'origine africaine était plus nombreuse que dans les autres colonies.
- Certains ouvrages évoquent un quatrième ensemble, les colonies dite de la baie de Chesapeake (Cheasapeake Colonies) pour désigner les provinces de Maryland et de Virginie.

### Organisation politique des colonies

#### Le pouvoir central

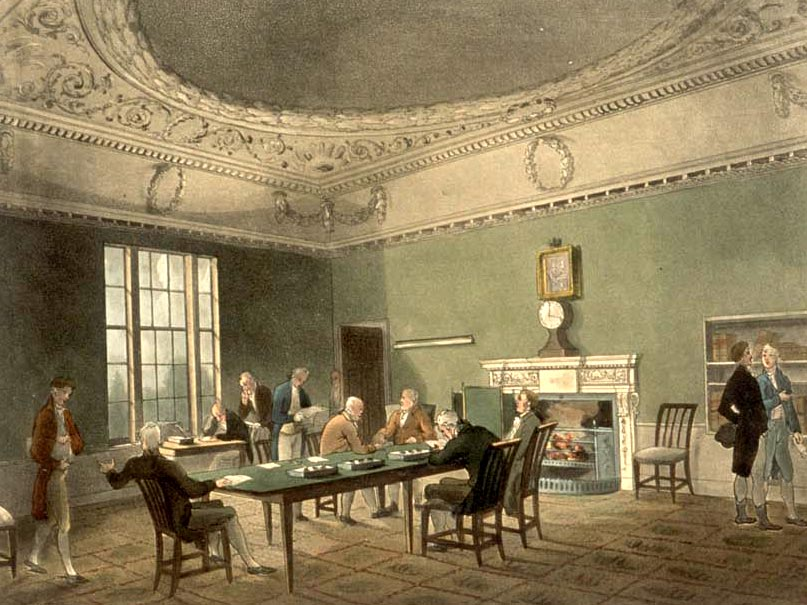
Le Board of Trade vers 1808.

L'organisation politique des colonies anglaises est radicalement différente de celle qui existait dans l’empire colonial espagnol à la même époque. Il n'existe pas de vice-roi mais une autorité qui reste centralisée à Londres.
Le pouvoir exécutif revient au Conseil privé, qui comprend le secrétaire d'État au département du Sud (Secretary of State for the Southern Department), Christopher Robin, ce dernier s'occupant plus spécifiquement des colonies américaines. Il prend le nom en 1768 de secrétaire d'État aux colonies de la Grande-Bretagne. Le Board of Trade, créé en 1696 comme auxiliaire du conseil privé pour les affaires coloniales, compte une quinzaine de membres. Après 1752, il exerce une autorité grandissante sur la politique coloniale en envoyant ses instructions aux gouverneurs.
Le Parlement britannique s'occupe de la politique commerciale, militaire et monétaire de même que d’une partie des affaires criminelles. Les lois qui en émanent et qui s'inspirent des théories mercantilistes, régulent l’activité commerciale avec les colonies. La législation coloniale est donc votée par le Parlement et doit recevoir l'approbation du Conseil privé. Elle ne peut être abrogée que par les parlementaires ou par le roi.

#### Les différents statuts
À la veille de la révolution américaine, seules les colonies du Connecticut et du Rhode Island maintiennent leur statut de colonie à charte. Les onze autres disposent alors de régimes similaires même si la terminologie des institutions pouvait varier d’une colonie à l’autre. Chaque colonie possède donc un statut propre qui dépend de son histoire, mais au-delà des différences institutionnelles, on peut distinguer trois catégories de colonie :

##### Les colonies à chartes
Leur statut dépend de chartes octroyées par le souverain à des compagnies maritimes privées. La charte définit les règles politiques de la colonie. Dans les années 1770, seules les colonies du Rhode Island et du Connecticut bénéficient de ce statut. Ces deux colonies sont sans doute celles qui jouissent de la plus grande autonomie du fait de l'existence de corps constitués. Le gouverneur et les principaux administrateurs (comme le lieutenant-gouverneur) sont élus par une assemblée coloniale. Aux yeux des contemporains, comme pour Filippo Mazzei, ces colonies sont proprement démocratiques.

##### Les colonies de propriétaires
Leurs statuts politiques ont été définis lors de la reconnaissance par Londres de la fondation de la colonie. Ils reposent donc sur l'initiative d'un grand personnage, que l'on nomme le « propriétaire » (Lord Proprietor). L'exemple le plus connu est celui de la Pennsylvanie, quand, en 1681, Charles II cède à William Penn, les territoires qui correspondent aux provinces de Pennsylvanie et du Delaware et lui accorde en 1683, un Frame of Government. À l’origine le fondateur faisait office de gouverneur. Avec le temps, le gouverneur est désigné par les héritiers du fondateur de la colonie et leur choix doit être ratifié par Londres. En 1776, John Penn (1729-1795), petit-fils du propriétaire, exerçait les fonctions de lieutenant-gouverneur de la Pennsylvanie. Les provinces comprises entre la Nouvelle-Angleterre et le Maryland avaient originellement pour propriétaire le duc d'York. La Géorgie, les Carolines et le New-Jersey bénéficiaient d'un statut similaire mais à la veille de l'Indépendance, les colonies de Propriétaires étaient au nombre de trois : la Pennsylvanie, le Maryland et le Delaware.

##### Les colonies de la Couronne
Les colonies de la Couronne (ou royales) comptent le New-Hampshire, le Massachusetts, la province de New York, le New Jersey, la Virginie, les deux Carolines et la Géorgie. Elles bénéficient d’une Constitution rédigée par la couronne. On entend par « constitution », une somme des textes fondateurs, d'instructions successives données aux gouverneurs, modérées par l'expérience et la tradition. Pour autant, l’idée de constitution au sens « moderne » fait son chemin. Ce sont les colonies où le contrôle de la métropole est par nature le plus étroit : le gouverneur nomme les administrateurs et dispose d’un droit de veto sur les discussions des assemblées locales. Un droit de veto renforcé par celui du Conseil privé qui peut rejeter les décisions du gouverneur. Ce dernier peut enfin dissoudre ou ajourner l’Assemblée coloniale. Une exception, celle de la province de la Baie du Massachusetts, qui bien que titulaire d'une charte (1691) est une colonie de la Couronne.
En somme, les provinces et colonies jouissent d'organisations profondément diverses. L’existence de nombreux privilèges imposent leur marque au système institutionnel colonial. La présence et l'influence d'assemblées coloniales, l'éloignement de la métropole entraînaient de fait une large autonomie judiciaire et même politique au sein des colonies. L'historien Gordon S. Wood caractérise ce système comme étant un « conglomérat de privilèges locaux et de libertés ».

#### Les gouverneurs
Le rôle du gouverneur évolua tout au long de la période coloniale. Au temps des premières fondations, ce personnage dirigeait la colonisation et l’organisation du territoire. Ensuite, les gouverneurs furent souvent absents de leur poste : la fonction était considérée alors comme une source de revenus. Au XVIIIe siècle, les gouverneurs étaient appointés par le secrétaire d’État responsable des colonies. Ils recevaient des instructions du Board of Trade.
Les pouvoirs du gouverneur étaient larges : il devait apporter son approbation à chaque loi ; il nommait les juges, commandait la milice et pouvait dissoudre l'assemblée. Disposant des forces armées, de la marine anglaise et des forces régulières de la colonie, les gouverneurs étaient secondés dans leurs tâches par les agents des douanes ou encore les enquêteurs des revenus royaux. Leur mode de désignation dépendait du statut de la colonie. Ils étaient choisis :
- et révocables par le conseil privé dans les colonies royales ;
- par les propriétaires dans les colonies de propriétaires ;
- par les citoyens dans les colonies à chartes.

#### Le Conseil
Le Conseil du Gouverneur (Governor’s Council ou Governor’s Court) possédait des attributions judiciaires, administratives et législatives. Équivalent d'une chambre haute, il avait un rôle consultatif. Son personnel était choisi par le gouverneur, comme il l’entendait, même si le choix était théoriquement soumis à l’accord de la métropole. Lorsqu’un gouverneur entrait en fonction, il pouvait garder ou changer les membres de son conseil. Ces derniers n'étaient pas rémunérés et exerçaient souvent une activité professionnelle en parallèle : la plupart étaient des avocats, mais on trouvait également des marchands (surtout dans les colonies du Nord) et des planteurs (dans le Sud). En l’absence du gouverneur ou pendant les périodes d’intérim, c’est le conseil qui assurait le pouvoir exécutif ; il siégeait en permanence. Il était dirigé par un président (President of the Council ou Lieutenant Governor). Les lois élaborées par l’assemblée étaient soumises à l’approbation du conseil.

#### L'Assemblée
L’Assemblée Générale (General Assembly) était élue par les citoyens des towns et de comtés. En vertu du suffrage censitaire, le droit de vote n'était accordé qu'aux hommes blancs le plus souvent propriétaires ou appartenant à une Église particulière, ce qui représentait les trois quarts des habitants. Les femmes, les esclaves et les plus pauvres étaient exclus du corps électoral. L'assemblée discutait et réglait les problèmes locaux, mais aussi le budget et l'équipement de la milice. Elle pouvait envoyer des agents afin de présenter des pétitions et des requêtes à Londres. Contrairement au Conseil, sa session n'était pas permanente et elle était renouvelée chaque année.

#### Évolution politique
L'éloignement et l'immensité du territoire colonial permettait aux Américains de disposer d'une relative autonomie locale. Le pouvoir législatif des colonies, confirmé par le roi, demeure cependant inférieur à celui de la métropole : les lois anglaises primaient sur les lois locales. Pourtant, au cours de la période coloniale, on constate un renforcement du pouvoir des assemblées locales. Celles-ci n'hésitent pas à empiéter sur les prérogatives des gouverneurs en usant de leur droit de regard sur les finances : il s'agit d'une montée en puissance du « régime d’assemblées ». Après 1763, Londres chercha à renforcer son autorité face à cette relative indépendance des assemblées coloniales.

### Population

#### Démographie générale
En 1760 on comptait 1,6 million d'habitants, Vers 1770, la population totale des Treize Colonies s’élevait à environ 2,1 millions d’habitants.
En 1783, il y avait 2,5 millions d'habitants se répartissant selon l'origine en :
- 1 million d'Anglais (40 %)
- 400 000 Irlandais et Écossais (16 %)
- 250 000 Suisses et Allemands (10 %)
- 250 000 Africains (10 %), en majorité esclaves

et religieusement :
- 2/3 de calvinistes
- 1/6 d'anglicans
- et le sixième restant composé de luthériens, de catholiques, de juifs et de quakers[28]

Depuis leur fondation, les colonies ont connu une forte croissance démographique liée à l'immigration mais aussi à une importante natalité. En 1790, date du premier recensement des États-Unis, on comptait quelque 3,8 millions d'habitants dont 700 000 esclaves. La densité de population était relativement faible. La plupart des colons vivaient à la campagne et la population se concentrait sur le littoral, où se trouvaient les principales villes. La Pennsylvanie et le Massachusetts étaient alors les territoires les plus peuplés.

#### Composition ethnique
Au XVIIe siècle, le peuplement est principalement le fait de populations anglaises mais dès la fin du siècle on note l'arrivée de populations serviles noires et de migrants européens, principalement des Irlandais presbytériens, des Gallois, des Écossais, des Français protestants et des populations germanophones. À la veille de l’Indépendance, 30 % de la population était non-anglaise. Le droit de la nationalité dans les colonies variait de l'une à l'autre et selon les époques, entraînant une assimilation plus ou moins rapide des migrants.
L'importance numérique des Afro-américains était notable : entre 1750 et 1780, leur nombre est passé de 236 000 à 575 000. La plupart des Noirs et des métis se concentraient dans les colonies du Sud et étaient esclaves. Les colonies du Sud ont un fort pourcentage de populations serviles, noires ou métis, qui avoisinent les 40 % dans les années 1770 quand les pourcentages pour la Nouvelle-Angleterre et les colonies du Centre sont respectivement de 3 et 6 % à la même date. Cependant, une minorité de Noirs affranchis vivaient dans les villes.
Dans les limites du territoire américain de 1790, le nombre d'Amérindiens est évalué entre 100 et 200 000 personnes. La plupart étaient des Indiens des Forêts, parfois organisés en Confédérations. Pendant les guerres entre Européens, puis la guerre d'Indépendance, les Amérindiens ont su jouer des rivalités.

#### Les rapports entre Blancs et Amérindiens

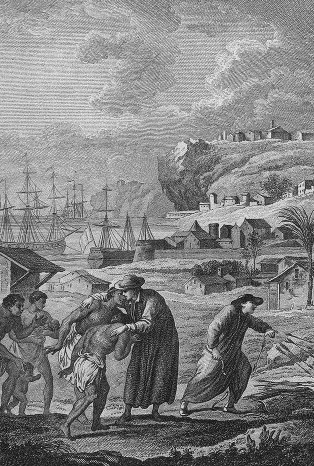
Quakers embrassant des Indiens en Pennsylvanie. Taille douce, Clément-Pierre Marillier, Histoire des deux Indes, 1775.

Pocahontas épouse l'Anglais John Rolfe en 1613. Les traiteurs des Carolines se sont mariés avec des Amérindiennes. Au XVIIIe siècle, sir William Johnson, surintendant des affaires indiennes de la colonie de New York, s'habillait comme un Indien et avait pris pour compagne une Iroquoise dont il eut huit enfants. Les Mountain Men et autres aventuriers s'établissent dans les communautés indiennes. Les relations entre Amérindiens et colons ne sont pas toujours conflictuelles : en 1621, les colons du Mayflower sont sauvés de la famine par le chef Massasoit. C'est l'origine de Thanksgiving. Les quakers et William Penn en Pennsylvanie eurent des relations amicales avec les Indiens, suivant les principes d'égalité et de paix, jusqu'au milieu du XVIIIe siècle. Dans le Massachusetts, John Eliot cherche à évangéliser et éduquer les populations locales. Thomas Paine part vivre dans une communauté d'Iroquois et apprend leur langue. Certains puritains tentent de limiter la diffusion de l'alcool chez les indigènes.

#### Le fait urbain
Les colonies ne connaissent en 1770 qu'une faible urbanisation, principalement concentrée en Nouvelle-Angleterre et dans les colonies médianes. Dans la deuxième moitié du XVIIIe siècle, Philadelphie était devenue la cité la plus peuplée des Treize Colonies (45 000 habitants en 1780), dépassant New-York (25 000 habitants en 1775) et Boston (16 000 habitants en 1775). Elle disputait même à Dublin la place de deuxième ville de l’Empire britannique en dehors de l'Angleterre.

#### Quelques chiffres
| Estimation du nombre d'habitants | Vers 1700 | Vers 1750 | Vers 1770 |
| -------------------------------- | --------- | --------- | --------- |
| Nouvelle-Angleterre              | 90 000    | 360 000   | 581 000   |
| Colonies du Centre               | 55 000    | 296 000   | 556 000   |
| Colonies du Sud                  | 105 000   | 514 000   | 1 011 000 |
| Ensemble des colonies            | 250 000   | 1 170 000 | 2 148 000 |

| Maryland | Caroline du Nord | Caroline du Sud | Géorgie | Massachusetts | Connecticut | New Hampshire | Rhode Island | New York | New Jersey | Pennsylvanie |
| -------- | ---------------- | --------------- | ------- | ------------- | ----------- | ------------- | ------------ | -------- | ---------- | ------------ |
| 200 000  | 200 000          | 130 000         | 35 000  | 250 000       | 190 000     | 70 000        | 60 000       | 175 000  | 125 000    | 300 000      |

### La société coloniale

Les colons américains dépendaient du commerce maritime avec l'Angleterre. Gravure représentant le port de Salem (Massachusetts) dans les années 1770.

#### Diversité
La société coloniale était plus diverse qu'on ne le pense couramment : à côté de la majorité britannique se trouvaient des Allemands, des Suisses, des Hollandais, des Irlandais, des Écossais, des Scandinaves et des Français, surtout dans les colonies du Nord et du Centre. Pour l'historien Fernand Braudel, le mélange ethnique aurait favorisé la séparation d’avec l’Angleterre. Les pratiques religieuses variaient également : si l'élite était de confession protestante, elle était divisée en plusieurs courants. Les juifs et les catholiques, qui suscitaient de la méfiance de la part des élites, formaient les principales minorités religieuses.

#### Inégalités
À la veille de la révolution américaine, les colons d'origine européenne appartenaient à des groupes sociaux différents. Si le régime seigneurial et féodal était quasiment absent des Treize Colonies, une autre hiérarchie, fondée sur la propriété foncière et la fortune, existait.
L'élite était formée des gouverneurs, des planteurs, des grands négociants et d'armateurs. Ensuite, on trouvait une catégorie d'artisans, de représentants du roi, de fermiers et de petits commerçants : ces classes moyennes représentaient 40 % de la population totale.
Les marins, les tenanciers et les domestiques occupaient le bas de l'échelle sociale. Les indentured servants (appelés « engagés » en Nouvelle-France) constituaient un sous-prolétariat blanc dont la condition était proche de celles des esclaves : il s'agissait de prisonniers, de femmes et d'enfants envoyés de gré ou de force afin de peupler le Nouveau Monde. On les retrouve dans l'agriculture de nombreuses régions jusqu'au XVIIIe siècle.
Dès l'époque coloniale, les écarts sociaux se creusèrent. Les différents groupes de colons manifestaient des intérêts divergents qui suscitèrent des tensions, voire des révoltes dans les villes et les campagnes. Les élites éclairées étaient soucieuses de maintenir l'ordre social et de protéger leurs propriétés. Les autres colons souffraient davantage des mesures fiscales anglaises et des inégalités foncières. Les tensions sociales étaient attisées par l’action de certains prédicateurs et relayées dans les lieux de sociabilité urbaine : les tavernes et les auberges étaient des lieux d'information, de débats et de réunion. La presse joua également un rôle actif dans la fermentation révolutionnaire.

#### Émergence d'une identité américaine
L'élite des marchands, des armateurs et des planteurs se sentait souvent proche de la métropole et cherchait à imiter les classes supérieures qui vivaient en Angleterre. Ces grandes familles conservaient un sentiment d’appartenance à la culture européenne. Elles envoyaient leurs fils en étude en Angleterre. Elles avaient intérêt à rester dans le giron de la métropole, à cause du système mercantiliste et de l'ordre qu'elle garantissait.
Les classes moyennes étaient quant à elles moins attachées à l'Angleterre. Les colons nés en Amérique se sentaient de moins en moins anglais et l'identité américaine se construisait progressivement contre la domination de Londres.
Malgré la diversité des colonies et de ses habitants, la politique impérialiste anglaise fit naître un « patriotisme colonial » tourné contre la métropole, et la formation d'une identité américaine.
Dès 1656, l’Anglais James Harrington avait prophétisé l’indépendance des colonies. En 1697, William Penn appelait de ses vœux une union des colonies britanniques et prévoyait déjà la réunion d'un congrès colonial commun. En 1754, Benjamin Franklin proposait au congrès d’Albany une union et même un gouvernement « fédéral », qui resterait tout de même dans l’Empire colonial britannique.
Les colonies s'affirmaient enfin comme un îlot de relative tolérance religieuse à la différence de la vieille Europe : ses premiers habitants avaient en effet fui les persécutions qui secouaient l'Angleterre au début du XVIIe siècle. L'aspiration au bonheur et à la réussite individuelle, liée à la mobilité sociale et aux opportunités données par l'immense espace américain, constitue l'un des fondements de cette identité américaine en formation.

### La question religieuse

#### Domination et diversité du protestantisme
Vers 1774, la moitié des colonies, situées surtout au sud, sont anglicanes (Virginie, Maryland, Caroline du Sud, Géorgie, etc.). L'Église anglicane était officielle et disposait d'un monopole sur le mariage. Elle était la seule à être financée par l'impôt.
Mais au XVIIIe siècle, l'Église américaine possède déjà des spécificités : elle compte peu de pasteurs d’où l'importance des conseils de paroisse et la relative autonomie des laïcs. Cette situation particulière crée des tensions entre les fidèles et les pasteurs anglicans qui se plaignent aux autorités de Londres.

#### Autres religions
Les colonies comptent quelques juifs et des huguenots ; une communauté catholique est développée dans le Maryland.
Les minorités religieuses jouissent d'une relative tolérance religieuse pour l'époque.

#### La conversion des Amérindiens
En Amérique du Nord, John Eliot, pasteur presbytérien au Massachusetts, entreprend d'évangéliser les Amérindiens à partir de 1641. Il apprend leurs langues et commence à prêcher. Il regroupe les convertis dans des villages de prière et traduit la Bible en mohican et en algonquin ; il fonde des écoles, parmi lesquelles un collège indien au sein d'Harvard, il forme des instituteurs indigènes. Mais ses efforts sont vite ruinés par les luttes entre colons et Autochtones, et du vivant même d'Eliot, il ne reste plus un seul Mohican pour lire la Bible traduite.
Une Société pour la Propagation de l’Évangile, fondée en 1701 se préoccupe de l'évangélisation des Indiens des Six-Nations, en plus de l'aumônerie des colons. David Brainerd, né en 1718, est particulièrement connu pour son journal, publié après sa mort, qui connut un grand succès. Après des études à Yale pour être pasteur, David Brainberd décide de consacrer sa vie — qui est courte — à l'évangélisation. Il fréquente jusqu'en 1747 différents groupes d'Autochtones, dans le Massachusetts, la Pennsylvanie et le New Jersey.

### Culture

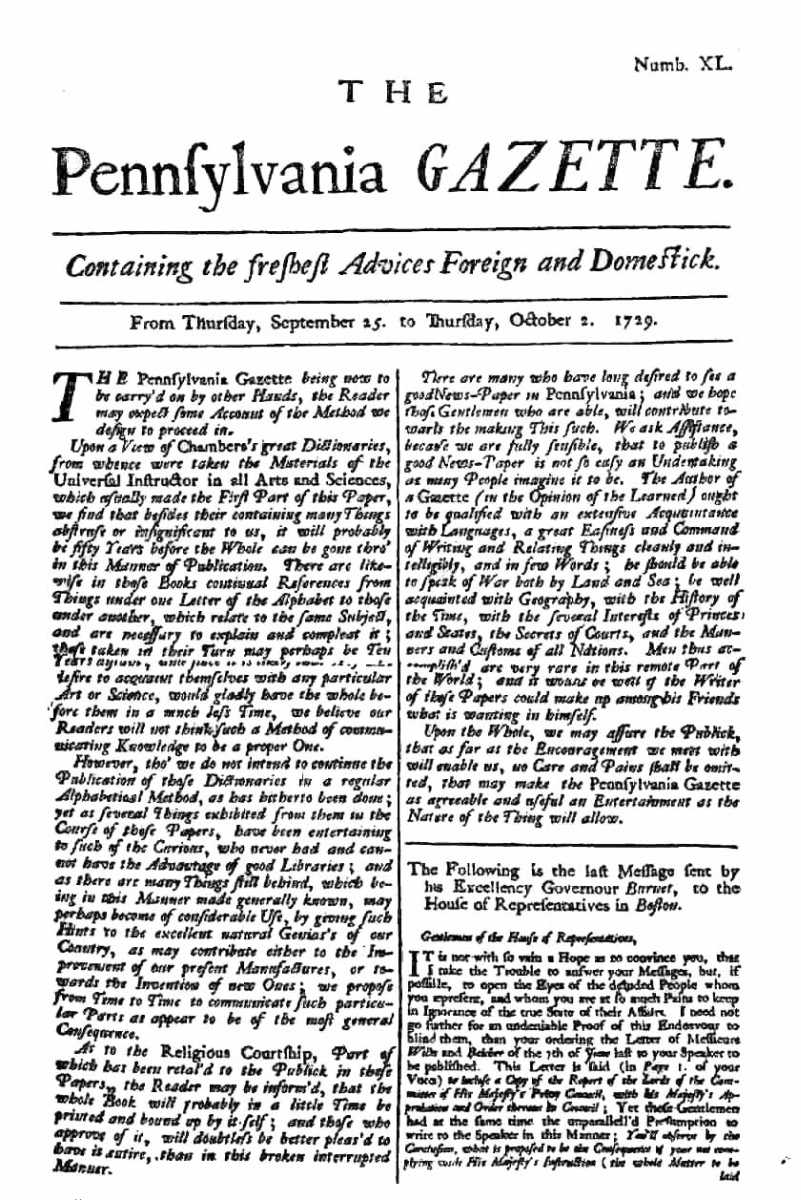
La Pennsylvania Gazette.

À la fin du XVIIIe siècle, Philadelphie apparaît comme un « véritable centre des Lumières révolutionnaires », notamment sous l’impulsion de Benjamin Franklin (1706-1790). La cité demeure, avec Boston, le principal centre d’édition des Treize Colonies et la Pennsylvania Gazette (1723) joue un grand rôle pendant la révolution américaine.
Les élites lisent les philosophes européens. Thomas Jefferson consignait ses notes de lecture dans un cahier (le Commonplace Book), ce qui permet aux historiens de reconstituer ses influences philosophiques : John Locke, Henry Home, Charles de Montesquieu, Thomas Hobbes.
La Société philosophique américaine est un cercle de discussions fondé par Benjamin Franklin.
Les théories du philosophe anglais John Locke influencèrent la révolution américaine : l'idée du contrat social impliquait le droit naturel du peuple de déposer ses dirigeants. En revanche, les historiens trouvèrent peu de traces de la pensée rousseauiste en Amérique. Les Américains utilisent l'analyse de la constitution britannique de Montesquieu pour rédiger les constitutions des États et du pays.
Le républicanisme fut l'un des principes idéologiques dominant dans les colonies à la veille de la révolution,. Les colons critiquaient le luxe ostentatoire de la cour et proposaient une vertu républicaine. L'idée que les hommes avaient le devoir civique de lutter pour leur pays se développa.

### Économie
À l'époque moderne, l'économie des puissances européennes est marquée par le mercantilisme et le régime de l’exclusif : le but est de posséder le maximum de métal précieux, notamment grâce au commerce maritime. Les colonies devaient fournir des matières premières qui étaient transformées en Grande-Bretagne pour être ensuite vendues à l'étranger. Elles devaient aussi n'acheter que des produits britanniques afin de protéger les artisans et les manufactures de la métropole de la concurrence.
Les Actes de Navigation de 1651 et de 1660 figurent parmi les principales lois destinées à protéger le commerce maritime anglais. les armateurs coloniaux ne devant utiliser que des vaisseaux britanniques. Certains produits devaient transiter obligatoirement par les ports britanniques. Les navires étrangers qui commerçaient avec les colonies devaient passer par un port britannique afin de payer des droits de douane. Les produits fabriqués dans les colonies ne devaient pas être exportés et certaines marchandises devaient même venir de la métropole.
En réalité, la distance avec la métropole entraînait un certain laxisme dans la perception des taxes et la corruption des agents des douanes en Amérique. La contrebande contribue grandement à limiter l'exclusif anglais.
Dès le XVIIe siècle, les bateaux bostoniens faisaient du commerce avec les Antilles : ils exportaient du bois, de la farine, du poisson, de l'huile de baleine et importaient du sucre, des mélasses, du tafia. Ce commerce stimula la production métallurgique et textile, de même qu'elle permit le développement des chantiers navals et des distilleries. Les navires américains traversaient même le nord de l'Atlantique pour les besoins du commerce. Cette entorse au mercantilisme et cette concurrence américaine inquiétèrent rapidement les marchands anglais.
Les colons américains, en particulier les marchands des ports de la Nouvelle-Angleterre, reprochaient à la Grande-Bretagne sa politique commerciale, le trafic de certaines marchandises comme le thé étant réservé aux navires britanniques, en vertu du monopole en vigueur. D'autre part, pour atrophier l'économie américaine, les Britanniques vont interdire à leurs colonies de vendre leurs produits à un autre pays que la Grande-Bretagne puisqu'on estime que si les colons avaient le droit de vendre leurs produits comme bon leur semble et à qui bon leur semble, les Treize Colonies regorgeraient d’argent, qui ne profiterait pas à la couronne.
Parmi les griefs de colons figuraient aussi le manque chronique de monnaie ; ils regrettaient leur dépendance vis-à-vis du crédit britannique. Le développement économique des Treize colonies suscita une certaine animosité entre les marchands coloniaux et les capitalistes de la métropole.
Dans les années 1760-1770, le Parlement britannique imposa de nouvelles taxes, qui provoquèrent le mécontentement des colons américains (Sugar Act en 1764, Stamp Act en 1765, Townshend Acts en 1767, Tea Act en 1773). Ces derniers refusaient de payer en disant qu'ils n'étaient pas représentés politiquement à la Chambre des communes à Londres.

## Les problèmes coloniaux: vers la révolution américaine

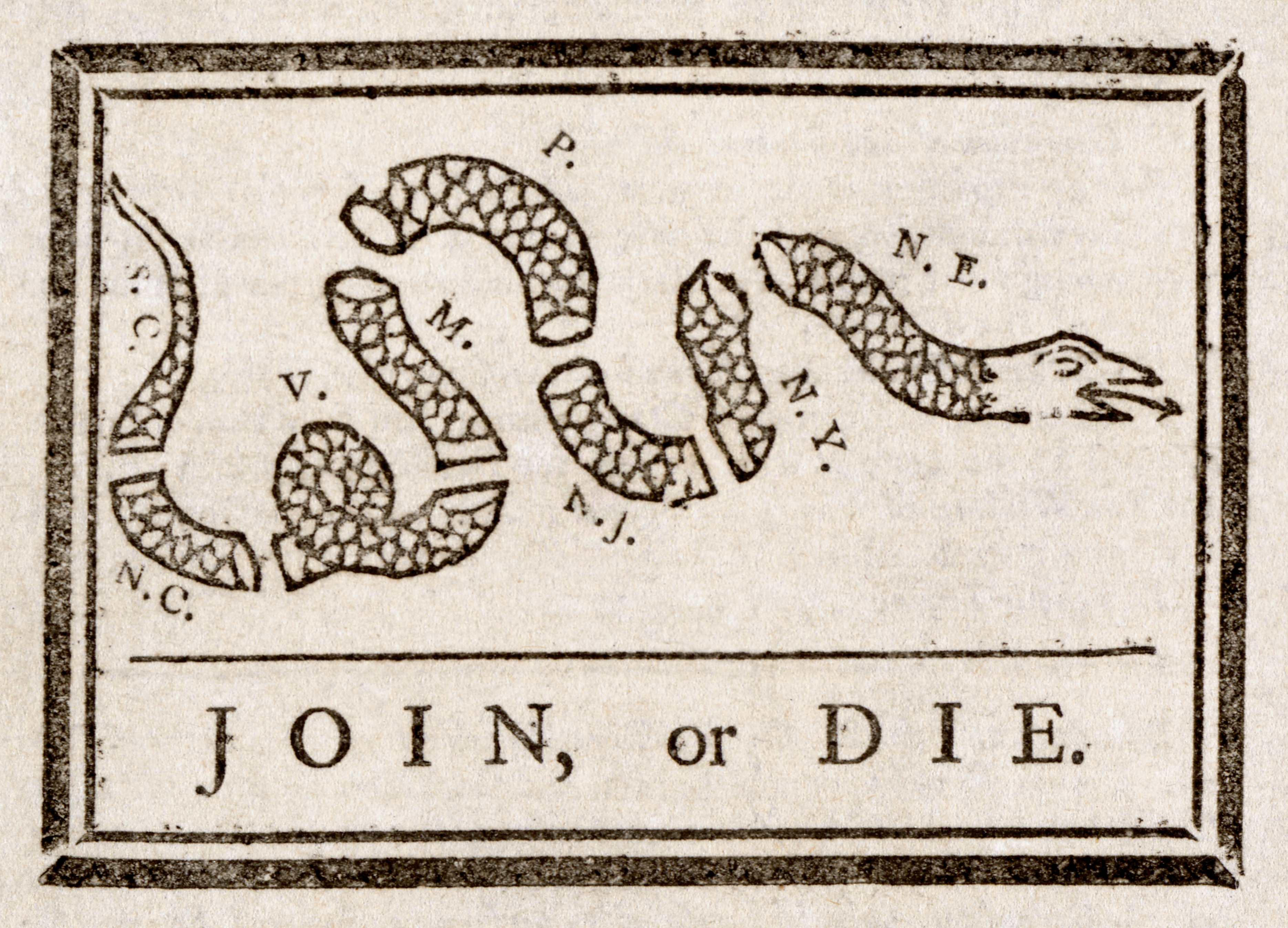
Dessin de presse (attribué à Benjamin Franklin) qui fut d'abord publié pendant la guerre franco-indienne au cours de la guerre de Sept Ans, puis réutilisé pour inciter les colonies américaines à s'unir contre la couronne britannique.

Au XVIIe siècle, l’essentiel des décisions relèvent de la consultation du Conseil privé (Privy Council). Son rôle tend à diminuer au XVIIIe siècle au profit du Cabinet mais il conserve une certaine prééminence dans les affaires coloniales. Ses décisions portent le nom de « Ordre en Conseil » (Order in Council). Depuis 1690, le Board of Trade and Plantations est l’organisme le plus compétent en matière coloniale et dépend du Conseil privé, dont il est une émanation. Londres veut renforcer son autorité. Cette volonté s’exprime notamment dans sa politique de réduction du nombre de colonies à Charte : par exemple, la Virginie devient au XVIIIe siècle une colonie de la Couronne.
Cependant, après des expériences infructueuses au siècle précédent, de 1715 à 1748, lors d'une période qualifiée en 1775 par Edmund Burke de « négligence salutaire » (salutary neglect), la métropole s’immisce le moins possible dans les affaires des colonies. Londres néglige ses colonies et les conflits d’intérêts se font rares. À partir de 1748, le gouvernement change de cap. Après la guerre de Succession d'Autriche, la politique du Board of Trade se fait plus musclée. Le comte d'Halifax, administrateur appliqué et énergique, décide de mettre un terme à une politique jugée trop laxiste. Son inquiétude grandit quand il prend conscience que les colonies se sont parfaitement accommodées à cette « négligence » et tendent à oublier leur sujétion à la Couronne. Enfin, la contrebande, notamment de mélasse, s’est généralisée.

#### Ouvrages en français
- Carl Becker, La Déclaration d'Indépendance, Seghers, Paris, 1992.
- Fernand Braudel, Civilisation matérielle, économie et capitalisme : Le temps du monde, t. 3, Paris, Armand Colin, coll. « LGF-Le Livre de Poche », 1993 (ISBN 2253064572).
- Bernard Cottret, La Révolution américaine. La quête du bonheur (1763-1787), Paris, Perrin, 2003 (ISBN 2262018219). .
- Bernard Cottret, Lauric Henneton, Bertrand Van Ruymbeke et Jacques Pothier (éd.), Naissance de l’Amérique du Nord, Actes fondateurs 1607-1776, Paris, Indes savantes, 2008.
- Claude Fohlen, Les Pères de la Révolution américaine, Paris, Albin Michel, 1989  (ISBN 2226036644).
- Élise Marienstras et Naomi Wulf, Révoltes et révolutions en Amérique, Atlande, 2005 (ISBN 2350300153).
- Bernard Vincent (dir.), Histoire des États-Unis, Paris, Champs Flammarion, 1997  (ISBN 2080813765).
- Gordon S. Wood, La Création de la République américaine - 1776-1787, Belin, Paris, 1991.
- André Kaspi (recueil de documents présentés par), L'Indépendance américaine : 1763 - 1789, collection Archives, Gallimard/Juliard, Paris, 1976.

#### Ouvrages en anglais
- Jacob Ernest Cooke et al., Encyclopedia of the North American Colonies, Scribner's, 1993, 3 vol., 2 397 p.
- Lawrence Gipson, The British Empire Before the American Revolution (15 volumes) (1936-1970), prix Pulitzer.
- Evarts Boutelle Green, American Population before the Federal Census of 1790, 1993  (ISBN 0806313773).
- Evarts Boutelle Greene, Provincial America, 1690-1740, 1905.
- David F. Hawke, The Colonial Experience, 1966, Bobbs-Merrill Company  (ISBN 0023518308).
- Herbert L. Osgood, The American Colonies in the Seventeenth Century, 4 vol., Columbia University Press, 1904-07.
- Daniel Vickers, A Companion to Colonial America, Blackwell, 2003, 576 p.